# Talpa occidentalis
Talpa occidentalis е вид бозайник от семейство Къртицови (Talpidae).

## Разпространение
Видът е разпространен в Испания и Португалия.